# 英慈
英慈（琉球語：／  ?；1268年—1313年，1308年或1309年至1313年在位），据《中山世鑑》、《中山世譜》等琉球國史書記載，為英祖王朝的第三代國王，大成的次子。英慈在位期間，將自己的弟弟封為勝連按司。
英慈死後，第三子玉城繼位。
| 英慈        |                                  |             |
| 前任： 大成 | 第三代英祖王朝國王 1038年—1313年 | 繼任： 玉城 |